# Hydroporus brevicornis
Hydroporus brevicornis är en skalbaggsart som beskrevs av Henry Clinton Fall 1917. Hydroporus brevicornis ingår i släktet Hydroporus och familjen dykare. Inga underarter finns listade i Catalogue of Life.